# Placidus Riccardi
Placidus Riccardi OSB (* 24. Juni 1844 als Tommaso Riccardi in Trevi, Italien; † 15. März 1915 in Rom) war ein Benediktinermönch und ist ein Seliger der katholischen Kirche.

## Leben
Riccardi trat 1866 in die Abtei St. Paul in Rom ein, legte 1871 seine Ordens-Profess ab und empfing im gleichen Jahr die Priesterweihe. Als Novizenmeister war er der Lehrer des späteren Kardinals Ildefonso Schuster. Von 1884 bis 1894 war er Abtsvikar und Beichtvater im Benediktinerinnenkloster Amelia, seit 1894–1912 dann Rektor der Basilika im Kloster Farfa in den nördlich von Rom gelegenen Sabiner Bergen. Wegen seiner Mühe um das Wohl der Wallfahrer, nannte man ihn „Apostel der Sabiner“. Placidus Riccardi starb nach schwerer Krankheit am 15. März 1915 in der römischen Abtei St. Paul vor den Mauern. Seine Gebeine übertrug man 1925 nach Farfa. Er wurde von Papst Pius XII. am 5. Dezember 1954 seliggesprochen. 
Sein liturgischer Gedenktag ist der 15. März.